# 国家物资管理局
国家物资管理局（德語：Reichszeugmeisterei，發音：[ˈʁaɪçs.tsɔʏkmaɪstəˌʁaɪ]，缩写为RZM）是纳粹德国的军需和国家物资管理机构，位于德国慕尼黑。这一组织取代了原冲锋队的采购机构冲锋队经济部（SA-Wirtschaftsstelle）。

## 组织和任务
1925年早期，阿道夫·希特勒为了避免街上冲突时冲锋队员出现身份识别问题，下令所有冲锋队成员和纳粹党员等身穿褐色制服，1927年增加了褐色帽子和徽章。这些制服只能在冲锋队经济部购买。由于纳粹党员不断增加，1928年希特勒指示冲锋队在慕尼黑成立物资局（Zeugmeisterei），统一供应制服、配件和纳粹组织成员装备。之后德国各个城市均成立了物资局，慕尼黑的物资局遂更名为国家物资管理局，作为全国物资供应的领导机构。
纳粹组织的所有物资均带有国家物资管理局标签，带有版权信息和一个物资编号，这个编号中含有材质、物资供应、生产单位和制造年份信息。所有的产品都先由一战老兵测试，二战爆发后则使用战俘测试。部分物资也储藏在慕尼黑的管理局总部，并被寄往各地。

## 物资管理局代码
国家物资管理局的物资代码结构如下：RZM M4/72/42
其中M为材料代码，4为厂家类型，72为厂家编号，42为制造年份（有时会省略）。代码信息如下：
| 材料代码 - W：羊毛 - D：制服 - K：服装 - B：纤维制品 - A：配件 - L：皮具 - M：金属制品 | 生产类型（金属制品类） - M1：标志 - M2：承包商 - M3：符号和标志 - M4：皮带扣 - M5：制服产品 - M6：铝制品 - M7：短刀、短剑 - M7h：短刀、短剑的承包商 - M8：金属制品 - M9：纪念章 - M10：乐器 - M11：纳粹党杰出服务徽章 - M12：纳粹党杰出服务略章 |

## 延伸阅读

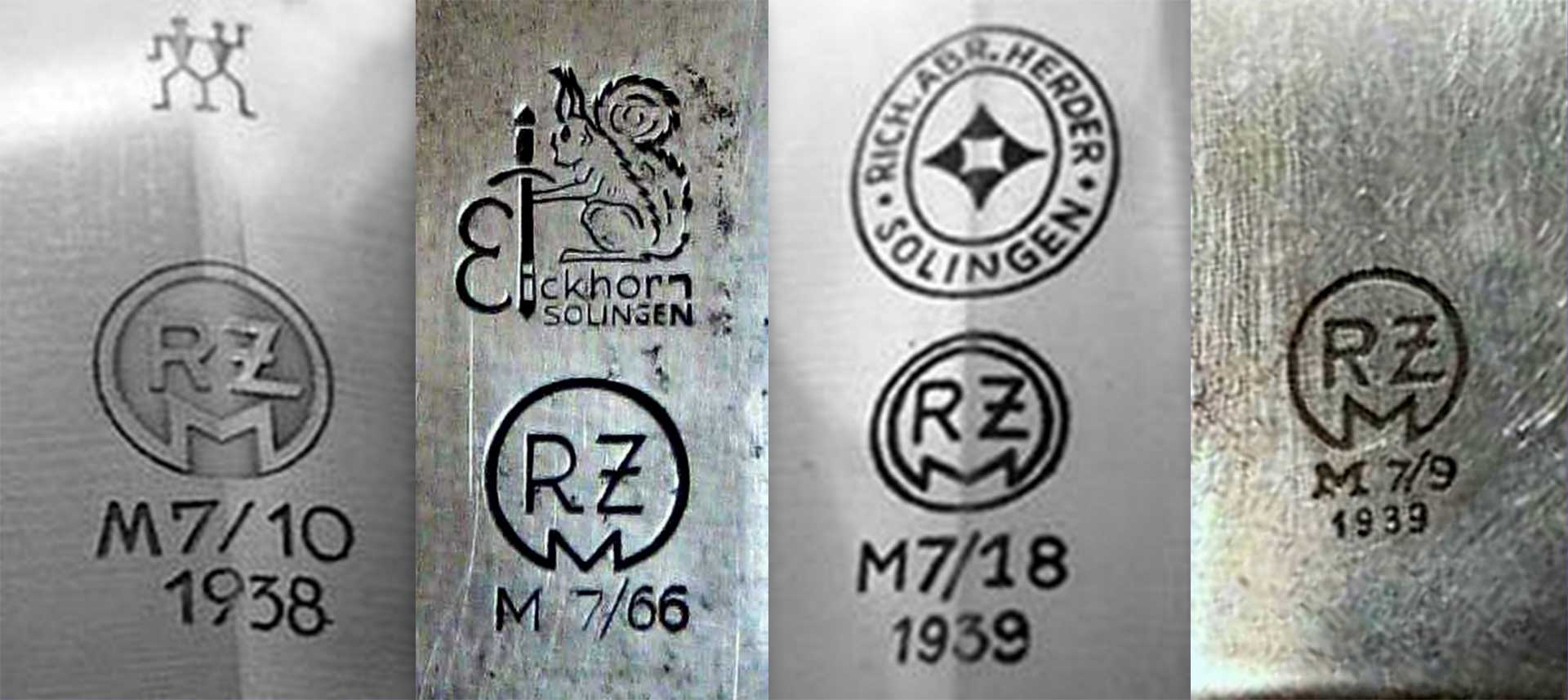
希特勒青年团短剑上的国家物资管理局标记

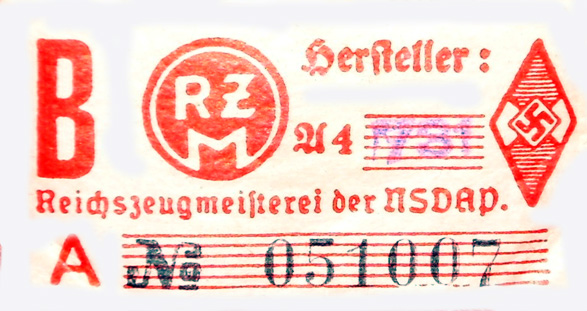
希特勒青年团袖套上的国家物资管理局标签：W4/31：大勒尔斯多夫Max Haufe工厂

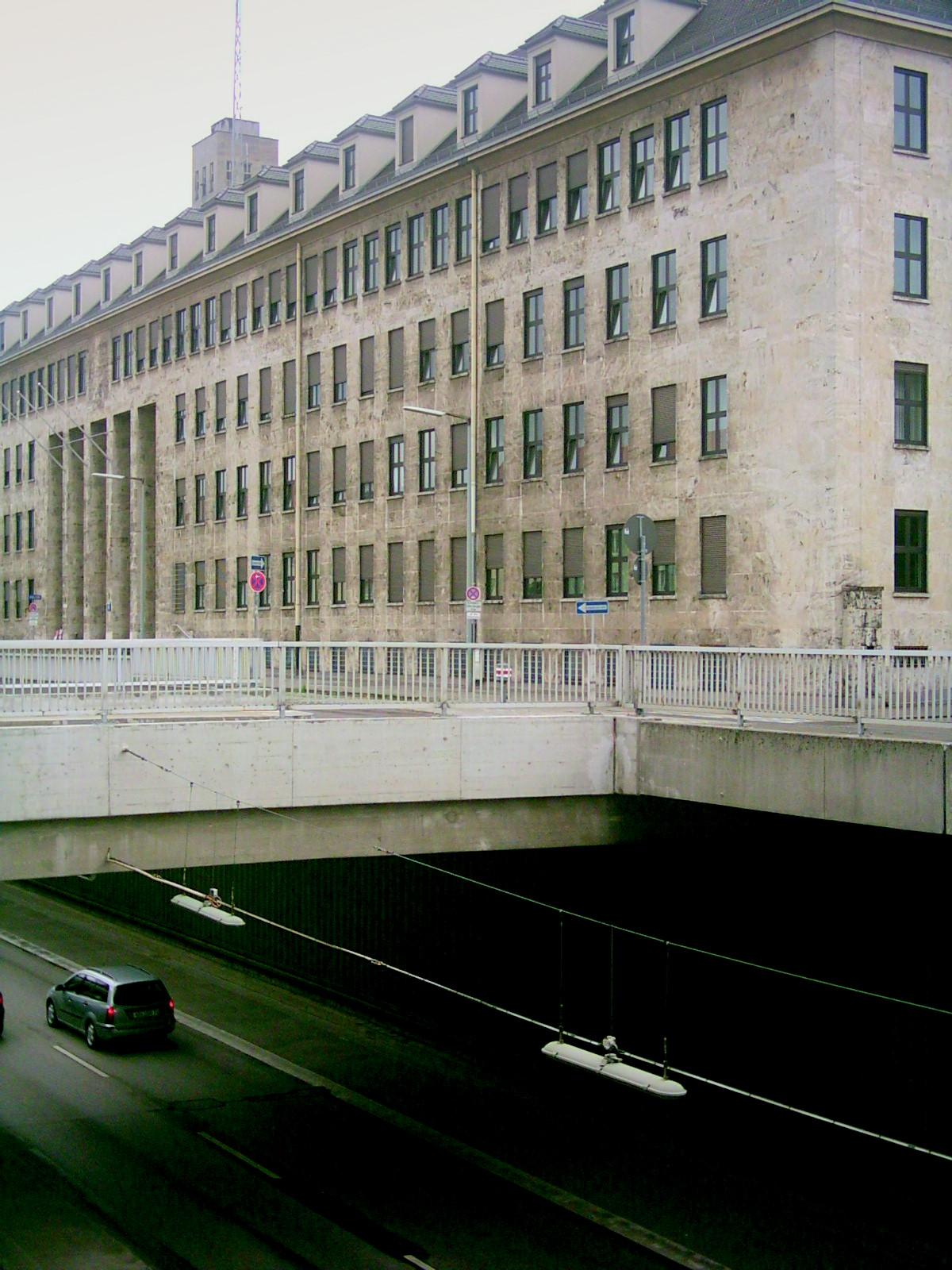
慕尼黑的国家物资管理局总部

- Götz, Norbert, Weidlich, Peter Reichszeugmeisterei. In: München - "Hauptstadt der Bewegung" (German), exhibition catalogue, Munich city museum, October 22, 1993 - March 27, 1994. Munich 1993, p. 283-286.